# ويلز
ويلز أو غَالَة أو بلاد الغال أو كَمْرَة (بالإنكليزية: Wales؛ وبالكمرية: Cymru؛ وبالفرنسية: Pays de Galles) بلد يعد جزءا من المملكة المتحدة وجزيرة بريطانيا العظمى، تحدها إنجلترا من الشرق والمحيط الأطلسي والبحر الأيرلندي من الغرب. كان عدد سكانها عام 2011 حوالي ثلاثة ملايين ونصف نسمة، ويبلغ مجموع مساحتها 20779 كم مربع (8023 ميلاً مربعاً). تمتلك ويلز ما يزيد على 1200 كم (750 ميلاً) من الحدود الساحلية، وهي في معظمها مناطق جبلية وتقع أعلى قمة لها في المناطق الشمالية والوسطى والارتفاع الأعلى في البلاد هو قمة سنودن. وتقع البلاد مناخياً ضمن المنطقة المعتدلة الشمالية حيث تحتوي على نظام مناخي بحري متغير.
برزت الهوية الويلزية الوطنية من خلال شعب القلط البريطاني بعد انسحاب الرومان من بريطانيا في القرن الخامس ميلادي، حيث تعدّ البلاد من الدول القلطية الحديثة. ويعد مقتل أمير ويلز لويلدين الأخير عام 1282م تمكن إدوارد الأول الإنجليزي من غزو البلاد، على الرغم من ذلك فقد تمكن أوين غليندور من استعادة الاستقلال الويلزي لفترة وجيزة ليضع بذلك الأسس التي أدت لنشوء ويلز الحديثة في بدايات القرن الـ15. بعد هذا الاستقلال الموجز تم احتلال وضم ويلز لإنكلترا ودمجها في النظام القانوني الإنجليزي تحت مسمَى «إطار القوانين الويلزية 1535-1542». أما السياسة الويلزية المستقلة والحديثة فقد بدأت بالظهور في القرن الـ19. وكانت الليبرالية الويلزية التي قد انتشرت مطلع القرن العشرين متأثرة بأفكار جورج لويد قد بدأت بالإنحسار في مواجهة انتشار لأفكار تجنح أكثر للإشتراكية وقد تأسس بهذه الحقبة حزب العمال الويلزي. كما بدأ الشعور الويلزي القومي بالتصاعد على مدى القرن الـ20.
في فجر الثورة الصناعية ساهم تطور الصناعات التعدينية والمعدنية في ويلز إلى تحويل البلاد من مجتمع زراعي إلى مجتمع صناعي متقدم، وأدَى استغلال الثورة المعدنية الكبيرة وبالأخص في حقل فحم ساوث ويلز إلى زيادة سريعة بالنمو السكاني الويلزي. ويتركز ثلثي السكان حالياً في مناطق جنوبي ويلز وبصورة رئيسية في العاصمة كرديف وضواحيها وكذلك في أبرتوة، نيوبورت والوديان القريبة منهما. ومع تراجع الصناعات التقليدية في البلاد أصبح الاقتصاد الويلزي يعتمد اليوم بشكل أساسي على القطاع العام، وعلى مجالات الخدمات والسياحة.
على الرغم من إشتراك ويلز في تاريخ سياسي وإجتماعي وثيق مع بقية أجزاء بريطانيا العظمى وانتشار اللغة الإنجليزية تقريبا بين معظم السكان، فالبلاد تحتفظ بهوية ثقافية متميزة حيث تعدّ ويلز رسمياً دولة ثنائية اللغة حيث يجيد أكثر من 560,000 فرد من الشعب اللغة الويلزية وخصوصاً في الأجزاء الشمالية والغربية من البلاد. إبتداءً من أواخر القرن الـ19 اكتسبت ويلز شعبية كـ«أرض الأغاني»، ويعزى ذلك جزئياً إلى احتفالات الإستيدفود الفنية. أما على الصعيد الرياضي فويلز تتمثل عبر العديد من الفرق الوطنية المختلفة في الأحداث الدولية مثل كأس العالم لكرة القدم، كأس العالم للركبي ودورة ألعاب الكومنولث، أما في دورة الألعاب الأولمبية فالرياضيون الويلزيون يشاركون كجزء من فريق بريطانيا العظمى. وتعدّ لعبة الرجبي الاتحادية رمزاً للهوية الويلزية وتعبيراً عن الوجدان الوطني.

## أصل الكلمة
كلمتا «ويلز» و «ويلش» في اللغة الإنجليزية تنحدران من نفس الجذور الجرمانية وتعنيان الأجانب أو الغرباء،  وقد جرى تحويرها في عهد الرومان، وكان الأنجلوساكسونيون يشيرون بلقب ويليش عند التكلم عن الـبريتون-سيلتيك ويسمّون أراضيهم بويلاش. وتاريخيًا في بريطانيا فقد كان يطبق لقب ويلش على الأراضي التي ربطها الأنجلوساكسونيون بالبريتونيين.

## لمحة تاريخية

### الغزو النورماندي
أخضع النورمان إنجلترا بالكامل في غضون أربع سنوات من معركة هاستنغز (1066). أنشأ ويليام الأول ملك إنجلترا سلسلة من اللورديات على طول الحدود الويلزية، وخصصها لأقوى محاربيه، وكانت حدودها ثابتة في الشرق فقط (حيث التقت بالممتلكات إقطاعية أخرى داخل إنجلترا). وابتداءً منذ سبعينات القرن الحادي عشر، بدأ هؤلاء اللوردات في غزو الأراضي في جنوب وشرق ويلز، غرب نهر واي. وأصبحت المنطقة الحدودية، وأي لورديات إنجليزية في ويلز، تُعرف باسم مارشيا والي، الحدود الويلزية، لم يخضع لوردات الحدود للقانون الإنجليزي أو الويلزي. وتفاوت مدى الحدود مع تراجع ثروات لوردات الحدود والأمراء الويلزيين وتدفقها.
حصل حفيد أواين غوينيد، ليويلين فور (العظيم، 1173-1240)، على ولاء اللوردات الويلزيين الآخرين في عام 1216 في مجلس أبرديفي، ليصبح عمليًا أول أمير لويلز. ضمن حفيده ليويلين آب غروفد الاعتراف بلقب أمير ويلز من هنري الثالث بموجب معاهدة مونتغمري في عام 1267. وبلغت النزاعات اللاحقة، التي شملت سجن إليانور زوجة ليويلين، ذروتها في أول غزو قاده إدوارد الأول ملك إنجلترا. ونتيجةً للهزيمة العسكرية، فرضت معاهدة أبيركونوي ولاء ليويلين لإنجلترا عام 1277. لم يدم السلام طويلًا، وانتهى حكم الأمراء الويلزيين بشكل دائم مع الغزو الإدواردي عام 1282، ومع وفاة ليويلين وإعدام شقيقه الأمير دافيد، بايع اللوردات الويلزيون القلائل المتبقين إدوارد الأول.

### الضم إلى إنجلترا
قدم تشريع رودلان لعام 1284 الأساس الدستوري لحكومة ما بعد الغزو لإمارة شمال ويلز منذ 1284 حتى 1535/1535. حددت ويلز بأنها «ملحقة ومتحدة» مع التاج الإنجليزي، منفصلة عن إنجلترا ولكن تحت حكم الملك نفسه. حكم الملك مباشرةً في منطقتين: قسّم التشريع الشمال وفوض المهام الإدارية فيه إلى قاضي تشستر وكبير قضاة شمال ويلز، وإلى الجنوب في غرب ويلز، فوضت سلطة الملك إلى كبير قضاة جنوب ويلز. وظلت اللورديات الملكية القائمة في مونتغمري وبيولث على حالها. بنى إدوارد سلسلة من القلاع للحفاظ على هيمنته وهي: بوماريس، وكارنارفون، وهارليتش وكونوي. ولد ابنه، إدوارد الثاني، في كارنارفون عام 1284. أصبح أول أمير إنجليزي لويلز في عام 1301، ووفر هذا آنذاك دخلًا من شمال غرب ويلز المعروف بإمارة ويلز.
بعد ثورة مادوغ أب ليويلين، الذي عين نفسه أميرًا لويلز في وثيقة بنماتشنو، الفاشلة في 1294-1295 وبروز ليويلين برين (1316)، قاد أواين غليندور الانتفاضة الأخيرة ضد هنري الرابع ملك إنجلترا. أشيع أن أواين توج أميرًا لويلز في عام 1404 بحضور مبعوثين من فرنسا وإسبانيا واسكتلندا. ذهب غليندور لعقد المجالس البرلمانية في العديد من المدن الويلزية، بما فيها ماخينليث. ولكن فشل التمرد، واختبأ أواين، ولم يُعرف عنه شيئًا بعد عام 1413. استولى هنري تيودر (المولود في ويلز عام 1457) على عرش إنجلترا من ريتشارد الثالث عام 1485، موحدًا إنجلترا وويلز تحت حكم عائلة ملكية واحدة. ألغيت آخر بقايا القانون الويلزي ذي التقاليد القلطية وحل محله القانون الإنجليزي بقوانين ويلز 1535 و 1542 في عهد هنري الثامن، ابن هنري السابع. أصبحت ويلز موحدة مع مملكة إنجلترا في نطاق الولاية القانونية لإنجلترا وويلز؛ وأصبحت «إمارة ويلز» تشير إلى الدولة بأكملها، ولكنها ظلت «إمارة» بالمعنى الرسمي فقط. ألغيت لورديات الحدود، وبدأت ويلز في انتخاب أعضاء برلمان وستمنستر.

### ويلز الصناعية
انتشرت الصناعات الصغيرة في جميع أنحاء ويلز قبل الثورة الصناعية البريطانية. وتراوحت من تلك المرتبطة بالزراعة، مثل الطحن وصناعة المنسوجات الصوفية، إلى التعدين واستغلال المقالع. ظلت الزراعة المصدر الرئيسي للثروة. شهدت الفترة الصناعية الناشئة تطور صهر النحاس في منطقة أبرتوة. تطورت أبرتوة لتصبح المركز الرئيسي في العالم لصهر المعادن غير الحديدية في القرن التاسع عشر، وذلك بفضل الوصول إلى رواسب الفحم المحلية والمرفأ الذي يربطها بمناجم النحاس في كورنوال في الجنوب ورواسب النحاس الكبيرة في جبل باريز في أنغلسي. كانت صناعة صهر الحديد هي الصناعة المعادن الثانية التي توسعت في ويلز، وأصبح تصنيع الحديد سائدًا في كل من شمال وجنوب البلاد. كان مصنع حديد جون ويلكينسون في بيرشام مركزًا رئيسيًا في الشمال، في حين أصبحت مصانع حديد داوليس وسيفارثفا وبليموث وبينيدارن في ميرثر تيدفيل في الجنوب، أهم مركز لتصنيع الحديد في ويلز. وبحلول عشرينيات القرن التاسع عشر، أنتجت جنوب ويلز 40 في المئة من إجمالي الحديد الغفل في بريطانيا.
في أواخر القرن الثامن عشر، بدأ استغلال مقالع الأردواز في التوسع بسرعة، وخاصةً في شمال ويلز. شغّل مقلع بينرين، الذي افتتحه ريتشارد بينانت في عام 1770، 15,000 رجل بحلول أواخر القرن التاسع عشر، وسيطر على تجارة الأردواز الويلزية، إلى جانب مقلع دينورويك. رغم وصف استغلال مقالع الأردواز بأنها «أكثر الصناعات الويلزية أصالةً»، لكن أصبح تعدين الفحم الصناعة المرادفة لويلز وشعبها. في البداية، استغلت طبقات الفحم لتوفير الطاقة للصناعات المعدنية المحلية، ولكن مع افتتاح أنظمة القنوات والسكك الحديدية لاحقًا، شهد تعدين الفحم الويلزي انفجارًا في الطلب. ومع استغلال حقول الفحم في جنوب ويلز، نمت كرديف، وأبرتوة، وبينارث وباري باعتبارها مدن مصدرة عالمية للفحم. وبحلول أوجها في عام 1913، أنتجت ويلز 61 مليون طن تقريبًا من الفحم.

### ويلز الحديثة
وصف المؤرخ كينيث مورغان ويلز عشية الحرب العالمية الأولى بأنها «أمة هادئة نسبيًا وواثقة من نفسها وناجحة». استمر الإنتاج من حقول الفحم في الازدياد، إذ سجل وادي روندا ذروة 9.6 مليون طن من الفحم المستخرج في عام 1913. شهدت الحرب العالمية الأولى (1914-1918) تسليح ما مجموعه 272,924 من الويلزيين، الذي شكلوا 21.5 في المئة من السكان الذكور. قتل منهم 35,000 تقريبًا، مع خسائر فادحة للقوات الويلزية في ماميتز وود في معركة السوم ومعركة باشنديل خاصةً. شهد الربع الأول من القرن العشرين أيضًا تحولًا في المشهد السياسي في ويلز. ومنذ عام 1865، كان الحزب الليبرالي ذا أغلبية برلمانية في ويلز، بعد الانتخابات العامة لعام 1906، مثّل عضو واحد غير ليبرالي في البرلمان، كير هاردي من مرثير تيدفيل، دائرة انتخابية ويلزية في وستمنستر. ولكن بحلول عام 1906، بدأ الخلاف الصناعي والتشدد السياسي في تقويض الإجماع الليبرالي في حقول الفحم الجنوبية. وفي عام 1916، أصبح ديفيد لويد جورج أول ويلزي يتولى منصب رئيس وزراء بريطانيا. في ديسمبر 1918، أعيد انتخاب لويد جورج على رأس حكومة ائتلافية هيمن عليها المحافظون، وكان تعامله السيئ مع إضراب عمال مناجم الفحم عام 1919 عاملًا رئيسيًا في فقدان الدعم للحزب الليبرالي في جنوب ويلز. بدأ عمال الصناعة في ويلز في التحول نحو حزب العمال. عندما أصبح اتحاد عمال المناجم في بريطانيا العظمى تابعًا لحزب العمال في عام 1908، انتخب مرشحو حزب العمال الأربعة برعاية عمال المناجم أعضاءً في البرلمان. بحلول عام 1922، شغل سياسيو حزب العمال نصف المقاعد الويلزية في وستمنستر –واعتبر ذلك بداية هيمنة حزب العمال على السياسة الويلزية التي استمرت حتى القرن الحادي والعشرين.

## الحكومة والسياسة
كانت ويلز ومنذ القرن الثامن بعد الميلاد إمارة تخضع لسلطة أمير البلاد، وويلز تاريخيًا هي جزء من التاج البريطاني وتخضع لقوانين حكومة المملكة المتحدة، لكن عام 1999 تم تعديل الدستور حيث أعطيت الإمارة شكل من أشكال الحكم الذاتي وأصبح المجلس الوطني الويلزي بمثابة حكومة محلية للبلاد مع استمرار ويلز في الخضوع لسلطة حكومة المملكة المتحدة في القضايا الأساسية.
وفي مارس 2024 أصبح فوغان غيثينغ أول زعيم أسود في أوروبا بعد انتخابه رئيسا لوزراء ويلز على رأس حزب العمال الذي يتولى السلطة منذ 25 عاماً في كرديف. وسيحل غيثينغ، المولود في زامبيا لأب ويلزي وأم زامبية، محل مارك دريكفورد الزعيم الحالي الذي أعلن في ديسمبر 2023 تركه موقعه بعد خمس سنوات من قيادة حكومة ويلز.

## القانون والنظام
وفقًا للتقاليد، تم تجميع اللغة الويلزية خلال تجمع عُقد في وايتلاند في حوالي عام 930 على يد هيويل ددا، ملك معظم ويلز بين عام 942 ووفاته عام 950. «قانون هيويل ددا» (الويلزية: Cyfraith Hywel)، كما أصبح معروفًا، قام بتدوين القوانين الشعبية والعادات القانونية الموجودة سابقًا والتي تطورت في ويلز على مر القرون. أكد القانون الويلزي على دفع تعويض عن جريمة للضحية، أو أقرباء الضحية، بدلاً من العقاب من قبل الحاكم.

## الجغرافية
تقع ويلز على الوسط الغربي للجزيرة البريطانية وتحدها إنجلترا إلى الشرق والمحيط الأطلسي والبحر الأيرلندي إلى الغرب منها. كان عدد سكانها في عام 2011 حوالي 3000,000 نسمة، ويبلغ مجموع مساحتها 20779 كلم مربع (8023 ميل مربع). تمتلك ويلز ما يزيد على 1200 كلم (750 ميل) من الحدود الساحلية، وهي في معظمها جبلية وتقع أعلى قممها في المناطق الشمالية والوسطى والارتفاع الأعلى في البلاد هو قمة سنودن. وتقع البلاد مناخيًا ضمن المنطقة المعتدلة الشمالية وتحتوي على نظام مناخي بحري متغير.

## الاقتصاد
في العصور الحديثة وبعد الثورة الصناعية فالثروة الرئيسية في ويلز أصبحت تقبع في جنوبي البلاد حيث العاصمة كرديف ومدن نيوبورت، سوانسي وتانبي وضواحيهم، حيث تنتشر الصناعات المعدنية، الإلكترونية ومجالات اقتصادية أخرى، مما جعل من هذه المناطق الأكثر كثافةً على الصعيد السكاني وساهم في جعل شمالي البلاد حيث تنتشر الزراعات التقليدية منطقة ذو كثافة سكانية قليلة.
حاليًا ومع تراجع الصناعات المعدنية بشكلٍ ملحوظ فالاقتصاد الويلزي أصبح يعتمد بشكلٍ أساسي على صناعة الإلكترونيات، صناعة أجزاء السيارات، الصناعات الكيميائية، السياحة، والمعلوماتية.

## الرعاية الصحية
تمتلك رعاية صحية جيدة؛ لكونها جزء من المملكة المتحدة ونظرًا لعدد السكان غير الكثيف .

## التركيبة السكانية

### اللغات
ويلز هي بلد ثنائي اللغة حيث الإنجليزية تعدّ اللغة الأكثر استخدامًا اليوم، أما اللغة الثانية فهي اللغة التقليدية الويلزية وهي مشتقة من اللغة البريتونية التي كانت تستخدم في العصور التاريخية القديمة في ويلز.

### الديانات المنتشرة
حسب إحصائين أجريا عامي 2001 و2011 فنسب توزع الأديان في ويلز تأتي على الشكل التالي:

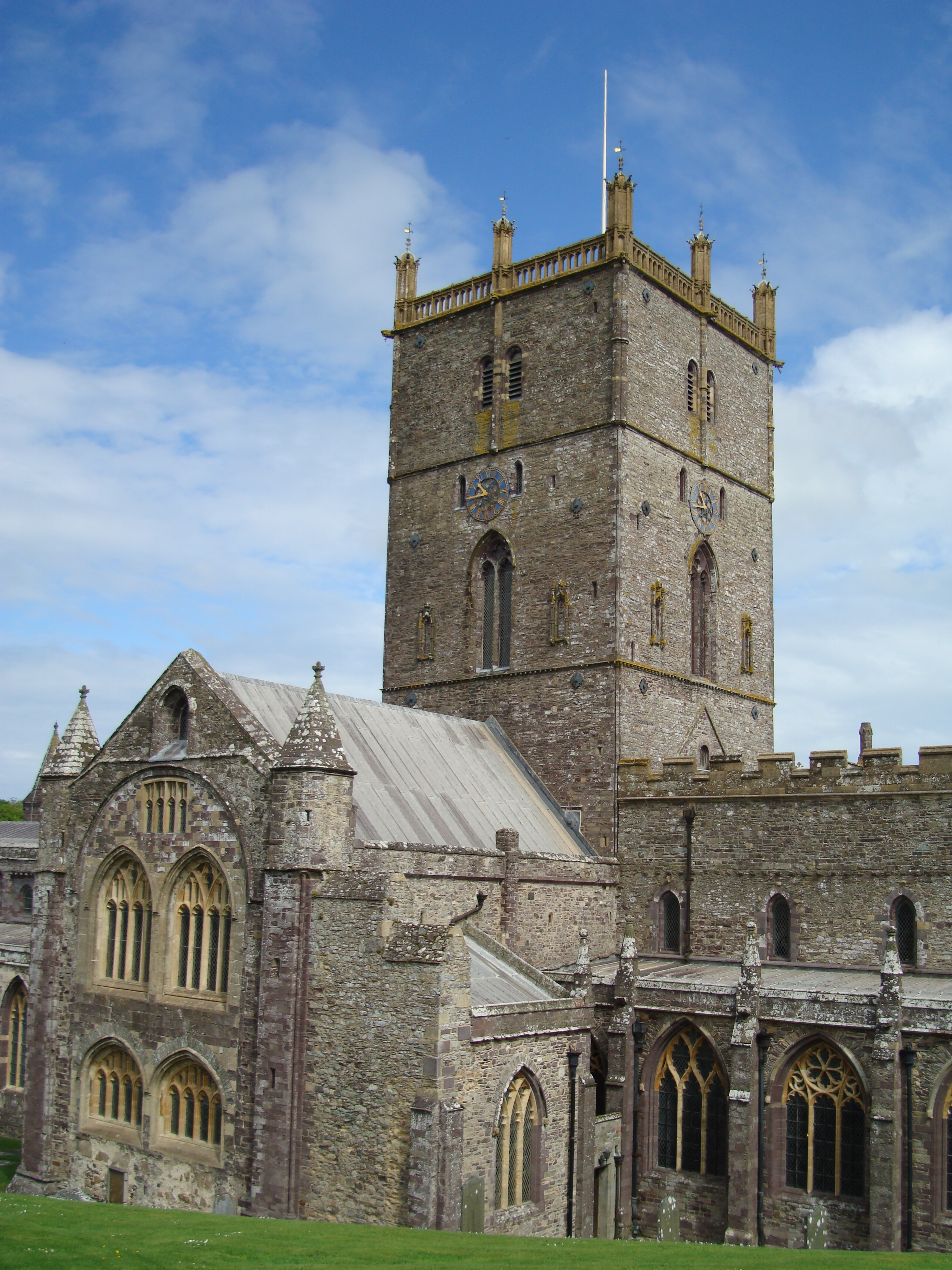
كاثدرائية القديس دافيد في بامبروكشاير

| الديانة               | 2001   | 2011   |
| --------------------- | ------ | ------ |
| المسيحية              | 71,9 % | 57,6 % |
| اللادينيون - الملحدين | 18,5 % | 32,1 % |
| الإسلام               | 0,7 %  | 1,5 %  |
| الهندوس               | 0,2 %  | 0,3 %  |
| البوذية               | 0,2 %  | 0,3 %  |
| السيخية               | 0,1 %  | 0,1 %  |
| اليهودية              | 0,1 %  | 0,1 %  |
| ديانات مختلفة         | 0,2 %  | 0,4 %  |
| لم يجاوبوا            | 8,1 %  | 7,6 %  |

## الثقافة

### الرياضة
تعد الروغبي يونيون وكرة القدم الرياضتين الأكثر شعبية في ويلز، ومثل باقي البلدان في المملكة المتحدة فويلز تشارك بمنتخبات مستقلة في المسابقات الدولية الرياضية المختلفة مثل كأس العالم لكرة القدم والروغبي وغيرهما، لكن على الرغم من هذا الأمر إلا أن ويلز تتمثل في فريق إنجلترا-وويلز المشترك في بطولة العالم للكريكيت وتحت راية بريطانيا العظمى في الألعاب الأولمبية.
استاد الألفية (الميلانيوم) الواقع في كرديف هو الملعب الوطني للبلاد وهو مركز للمنتخب ويلز للرغبي وكرة القدم ويتسع لـ74500 متفرج، وقد استضاف هذا الملعب مباريات منتخبات إنجلترا للرغبي وكرة القدم أثناء تجديد ملعب ويمبلي.وأظهر إحصاء أجري عام 2008/2009 أن 61% من أبناء ويلز يشاركون دوريًا في نشاطات رياضية
كما ويعد غاريث بيل أفضل لاعب كرة قدم في ويلز.

### المطبخ

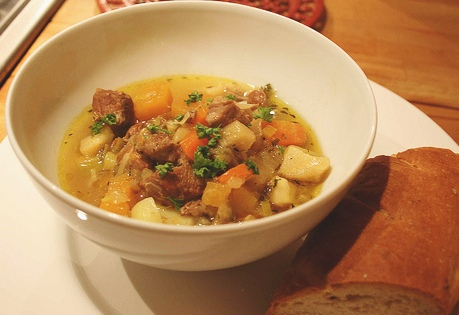
حساء الغنم

حوالي الـ78% من الأراضي الويلزية مخصصة للعمل الزراعي،  لكن على الرغم من هذا الرقم الكبير إلا أن جزء صغير من هذه الأراضي صالح فعلًا للزراعة، والأجزاء الأكبر تتألف من أراضي عشبية ومراعي للحيوانات كالأغنام والأبقار، وعلى الرغم من أن تربية الأبقار وصناعات الألبان والأجبان منتشرة في البلاد وخصوصًا في ناحيتي كاراسينشاير وبيمبروكيشاير، إلا أن ويلز تشتهر بشكلٍ خاص بتربية الأغنام وبالتالي فلحوم الأغنام تعدّ المكوّن الأساسي للأطباق الويلزية التقليدية.
الأطباق التقليدية تتضمن الغنم المطهو، خبز الطحالب البحرية (لافيرهاد)،  البارا بريث (نوع من الخبز المصنوع من الفواكه)، قالب الحلوى الويلزي، والغنم الويلزي، وعلى الرغم من أن ويلز تمتلك أطباقها التقليدية الخاصة المتأثرة بإنجلترا، إلا أن المطبخ الويلزي حاليًا أخذ الكثير من المطابخ الهندية، الصينية والأميريكية، فالتشيكن تكا ماسالا الهندية هي الطبق المفضل حاليًا في البلاد، بينما الهمبرغر والطعام الصيني ينتشرون أيضًا بكثرة في ويلز.

#### موسيقى
تلقب ويلز بأرض الأغاني وذلك نظرًا لغنى البلاد بعدد وافر من الفرق والكوارس الموسيقية المختلفة وبتقاليد وفولولكلور موسيقي مميز جدًا،  أما النشيد الوطني للبلاد فهو «أرض آبائي القديمة» وهي بذلك تختلف عن باقي مناطق المملكة المتحدة التي تعتمد نشيد «ليحفظ الرب الملكة» كنشيد وطني لها.

#### السينما
أنجبت السينما الويلزية العديد من الوجوه الشهيرة على الصعيد العالمي وأبرزهم أيوان غوفود، أنتوني هوبكنز، جون رايس-دايفيس، ماثيو ريس، مايكل شين وكاثرين زيتا جونز.

### المتاحف والمكتبات
أنشئ المتحف الوطني الويلزي بقرار ملكي عام 1907 وهو اليوم خاضع لسلطة الحكومة المحلية وهو يتألف من سبعة فروع تنتشر في البلاد من ضمنها متحف كرديف الوطني، متحف سانت فاغنز الوطني للتاريخ ومتحف الفحم الحجري الوطني في بيغ بيت.
تقع المكتبة الوطنية الويلزية في أبيريستويث وهي تحتوي على أبرز المخطوطات الويلزية التي تتضمن مكتبة جزن ويليامز الشخصية، مجموعة الـشيربيرن كاستل كما تحتوي على صور وخرائط نادرة.
.

### الاحتفالات التقليدية
بالإضافة إلى احتفال البلاد بالأعياد المسيحية التقليدية مثل الميلاد والفصح، فويلز أيضًا تمتلك تقاليدها الخاصة حيث كانت تحتفل سنويًا بعيد المابسانت حيث تقوم كل رعية بالاحتفال بعيد شفيعها،  لكن هذا التقليد اختفى في القرن الـ19 ليحل مكانه «يوم الـقديس دافيد» الذي يحتفل به في الأول من آذار من كل عام في ويلز وعبر الاغتراب الويلزي.

## النقل

### الهواء
كان الولزيون يستخدمون السفن الشراعية بكثرة لأصولهم التي تنحدر من أكثر من عرق عاش سابقا على الممرات المائية والبحار المفتوحة.